# New Zealand Open

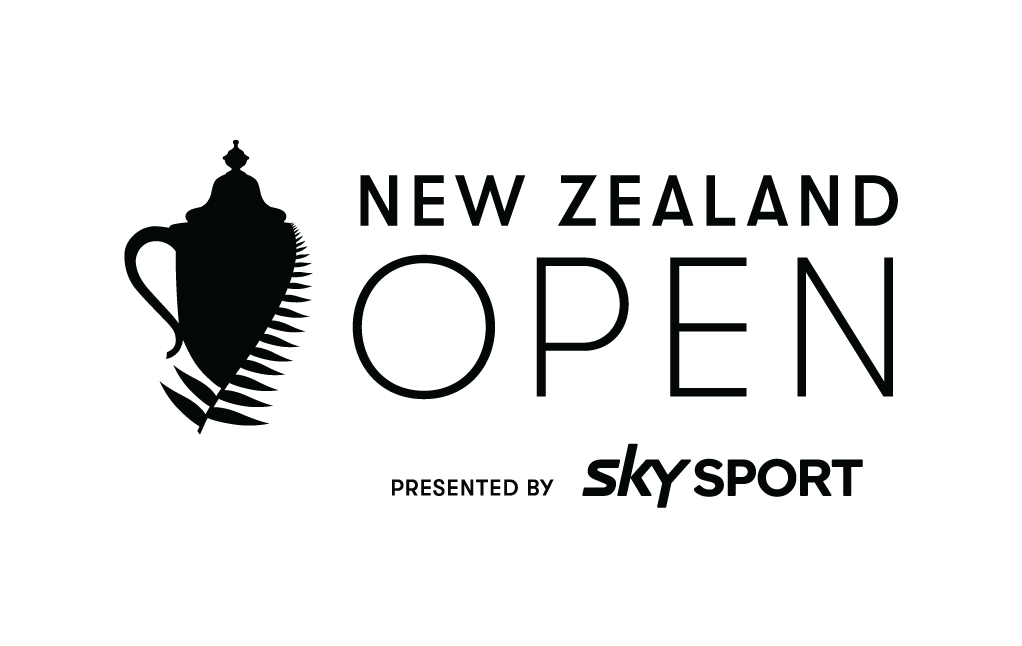
Logo do torneio New Zealand Open

O BMW ISPS Handa New Zealand Open é o principal torneio masculino de golfe da Nova Zelândia, integrante do calendário anual do PGA Tour da Australásia. Decorrendo anualmente desde 1907, as edições de 1918 e 1945 não foram realizadas devido às Guerras Mundiais. Passou a integrar no calendário 2007 do European Tour; esta edição decorreu entre os dias 29 de novembro e 2 de dezembro no Queenstown, tendo como vencedor Richard Finch, da Inglaterra, com 274, ou 14 abaixo do par.

## Campeões
Único sancionado
| Ano                             | Campeão                                                    | País                                                       | Pontuação                                                  |
| BMW ISPS Handa New Zealand Open | BMW ISPS Handa New Zealand Open                            | BMW ISPS Handa New Zealand Open                            | BMW ISPS Handa New Zealand Open                            |
| ------------------------------- | ---------------------------------------------------------- | ---------------------------------------------------------- | ---------------------------------------------------------- |
| 2016                            | Matthew Griffin                                            | Austrália                                                  | 267 (−20)                                                  |
| BMW New Zealand Open            |                                                            |                                                            |                                                            |
| 2015                            | Jordan Zunic                                               | Austrália                                                  | 266 (−21)                                                  |
| New Zealand Open                |                                                            |                                                            |                                                            |
| 2014                            | Dimitrios Papadatos                                        | Austrália                                                  | 270 (−18)                                                  |
| BMW New Zealand Open            |                                                            |                                                            |                                                            |
| 2013                            | Não houve torneio (mudou de novembro para fevereiro/março) | Não houve torneio (mudou de novembro para fevereiro/março) | Não houve torneio (mudou de novembro para fevereiro/março) |
| 2012                            | Jake Higginbottom (a)                                      | Austrália                                                  | 281 (−7)                                                   |
| 2011                            | Brad Kennedy                                               | Austrália                                                  | 281 (−7)PO                                                 |

Cossancionado com o Nationwide Tour
| Ano                           | Campeão                       | País                          | Pontuação                     |
| Michael Hill New Zealand Open | Michael Hill New Zealand Open | Michael Hill New Zealand Open | Michael Hill New Zealand Open |
| ----------------------------- | ----------------------------- | ----------------------------- | ----------------------------- |
| 2010                          | Bobby Gates                   | Estados Unidos                | 274 (−14)                     |
| 2009                          | Alex Prugh                    | Estados Unidos                | 269 (−19)                     |

Cossancionado com o European Tour
| Ano                           | Temporada do European Tour               | Campeão                                  | País                                     | Pontuação                                | Par                                      | Margem                                   | Vice-campeão(ões)                                                                      |
| Michael Hill New Zealand Open | Michael Hill New Zealand Open            | Michael Hill New Zealand Open            | Michael Hill New Zealand Open            | Michael Hill New Zealand Open            | Michael Hill New Zealand Open            | Michael Hill New Zealand Open            | Michael Hill New Zealand Open                                                          |
| ----------------------------- | ---------------------------------------- | ---------------------------------------- | ---------------------------------------- | ---------------------------------------- | ---------------------------------------- | ---------------------------------------- | -------------------------------------------------------------------------------------- |
| 2008                          | Não houve torneio devido a reagendamento | Não houve torneio devido a reagendamento | Não houve torneio devido a reagendamento | Não houve torneio devido a reagendamento | Não houve torneio devido a reagendamento | Não houve torneio devido a reagendamento | Não houve torneio devido a reagendamento                                               |
| 2007                          | 2008                                     | Richard Finch                            | Inglaterra                               | 274                                      | −14                                      | 3 tacadas                                | Steven Bowditch Paul Sheehan                                                           |
| Blue Chip New Zealand Open    |                                          |                                          |                                          |                                          |                                          |                                          |                                                                                        |
| 2006                          | 2007                                     | Nathan Green                             | Austrália                                | 279                                      | −5                                       | 2 tacadas                                | Michael Campbell Nick Dougherty Marcus Fraser Jarrod Moseley Wade Ormsby Brett Rumford |
| Holden New Zealand Open       |                                          |                                          |                                          |                                          |                                          |                                          |                                                                                        |
| 2005                          | 2005                                     | Niclas Fasth                             | Suécia                                   | 266                                      | −22                                      | Playoff                                  | Miles Tunnicliff                                                                       |

Único sancionado
| Ano                     | Campeão                                      | País                                         | Pontuação                                    |
| Holden New Zealand Open | Holden New Zealand Open                      | Holden New Zealand Open                      | Holden New Zealand Open                      |
| ----------------------- | -------------------------------------------- | -------------------------------------------- | -------------------------------------------- |
| 2004                    | Terry Price                                  | Austrália                                    | 271 (−9)                                     |
| 2003                    | Mahal Pearce                                 | Nova Zelândia                                | 278 (−10)                                    |
| New Zealand Open        |                                              |                                              |                                              |
| 2002                    | Craig Parry                                  | Austrália                                    | 273 (−11)                                    |
| 2001                    | David Smail                                  | Nova Zelândia                                | 273 (−7)                                     |
| 2000                    | Michael Campbell                             | Nova Zelândia                                | 269 (−15)PO                                  |
| 1999                    | Não houve torneio                            | Não houve torneio                            | Não houve torneio                            |
| 1998                    | Matthew Lane                                 | Nova Zelândia                                | 279                                          |
| 1997                    | Greg Turner                                  | Nova Zelândia                                | 278                                          |
| 1996                    | Michael Long                                 | Nova Zelândia                                | 275                                          |
| 1995 (Dec)              | Peter O'Malley                               | Austrália                                    | 272                                          |
| 1995 (Jan)              | Lucas Parsons                                | Austrália                                    | 282                                          |
| 1994                    | Craig Jones                                  | Austrália                                    | 277                                          |
| 1993                    | Peter Fowler                                 | Austrália                                    | 274                                          |
| 1992                    | Grant Waite                                  | Nova Zelândia                                | 268                                          |
| 1991                    | Rodger Davis                                 | Austrália                                    | 273                                          |
| 1990                    | Não houve torneio                            | Não houve torneio                            | Não houve torneio                            |
| 1989                    | Greg Turner                                  | Nova Zelândia                                | 277                                          |
| 1988                    | Ian Stanley                                  | Austrália                                    | 273                                          |
| 1987                    | Ronan Rafferty                               | Irlanda do Norte                             | 279 PO                                       |
| 1986                    | Rodger Davis                                 | Austrália                                    | 262                                          |
| 1985                    | Corey Pavin                                  | Estados Unidos                               | 277                                          |
| 1984                    | Corey Pavin                                  | Estados Unidos                               | 269                                          |
| 1983                    | Ian Baker-Finch                              | Austrália                                    | 280                                          |
| 1982                    | Terry Gale                                   | Austrália                                    | 284                                          |
| 1981                    | Bob Shearer                                  | Austrália                                    | 285                                          |
| 1980                    | Buddy Allin                                  | Estados Unidos                               | 274                                          |
| 1979                    | Stewart Ginn                                 | Austrália                                    | 278                                          |
| 1978                    | Bob Shearer                                  | Austrália                                    | 277                                          |
| 1977                    | Bob Byman                                    | Estados Unidos                               | 290                                          |
| 1976                    | Simon Owen                                   | Nova Zelândia                                | 284                                          |
| 1975                    | Bill Dunk                                    | Austrália                                    | 272                                          |
| 1974                    | Bob Gilder                                   | Estados Unidos                               | 283 PO                                       |
| 1973                    | Bob Charles                                  | Nova Zelândia                                | 283                                          |
| 1972                    | Bill Dunk                                    | Austrália                                    | 279                                          |
| 1971                    | Peter Thomson                                | Austrália                                    | 276                                          |
| 1970                    | Bob Charles                                  | Nova Zelândia                                | 271                                          |
| 1969                    | Kel Nagle                                    | Austrália                                    | 273                                          |
| 1968                    | Kel Nagle                                    | Austrália                                    | 272                                          |
| 1967                    | Kel Nagle                                    | Austrália                                    | 275                                          |
| 1966                    | Bob Charles                                  | Nova Zelândia                                | 173                                          |
| 1965                    | Peter Thomson                                | Austrália                                    | 178                                          |
| 1964                    | Kel Nagle                                    | Austrália                                    | 266                                          |
| 1963                    | Bruce Devlin                                 | Austrália                                    | 273                                          |
| 1962                    | Kel Nagle                                    | Austrália                                    | 281                                          |
| 1961                    | Peter Thomson                                | Austrália                                    | 267                                          |
| 1960                    | Peter Thomson                                | Austrália                                    | 281                                          |
| 1959                    | Peter Thomson                                | Austrália                                    | 287 PO                                       |
| 1958                    | Kel Nagle                                    | Austrália                                    | 278                                          |
| 1957                    | Kel Nagle                                    | Austrália                                    | 294                                          |
| 1956                    | Harry Berwick (a)                            | Austrália                                    | 292                                          |
| 1955                    | Peter Thomson                                | Austrália                                    | 280                                          |
| 1954                    | Bob Charles (a)                              | Nova Zelândia                                | 280                                          |
| 1953                    | Peter Thomson                                | Austrália                                    | 295                                          |
| 1952                    | Alex Murray                                  | Nova Zelândia                                | 293                                          |
| 1951                    | Peter Thomson                                | Austrália                                    | 288                                          |
| 1950                    | Peter Thomson                                | Austrália                                    | 280                                          |
| 1949                    | James Galloway                               | Nova Zelândia                                | 283                                          |
| 1948                    | Alex Murray                                  | Nova Zelândia                                | 294                                          |
| 1947                    | Bob Glading                                  | Nova Zelândia                                | 291                                          |
| 1946                    | Bob Glading (a)                              | Nova Zelândia                                | 306 PO                                       |
| 1940–45                 | Não houve torneio devido à II Guerra Mundial | Não houve torneio devido à II Guerra Mundial | Não houve torneio devido à II Guerra Mundial |
| 1939                    | John Hornabrook (a)                          | Nova Zelândia                                | 291                                          |
| 1938                    | Bobby Locke                                  | África do Sul                                | 288                                          |
| 1937                    | John Hornabrook (a)                          | Nova Zelândia                                | 299 PO                                       |
| 1936                    | Andrew Shaw                                  | Nova Zelândia                                | 292                                          |
| 1935                    | Alex Murray                                  | Nova Zelândia                                | 286                                          |
| 1934                    | Andrew Shaw                                  | Nova Zelândia                                | 288                                          |
| 1933                    | Ernie Moss                                   | Nova Zelândia                                | 300 PO                                       |
| 1932                    | Andrew Shaw                                  | Nova Zelândia                                | 289                                          |
| 1931                    | Andrew Shaw                                  | Nova Zelândia                                | 287                                          |
| 1930                    | Andrew Shaw                                  | Nova Zelândia                                | 284                                          |
| 1929                    | Andrew Shaw                                  | Nova Zelândia                                | 299                                          |
| 1928                    | Sloan Morpeth (a)                            | Nova Zelândia                                | 303                                          |
| 1927                    | Ernie Moss                                   | Nova Zelândia                                | 300                                          |
| 1926                    | Andrew Shaw                                  | Nova Zelândia                                | 307 PO                                       |
| 1925                    | Ewen MacFarlane (a)                          | Nova Zelândia                                | 308                                          |
| 1924                    | Ernie Moss                                   | Nova Zelândia                                | 301                                          |
| 1923                    | A. Brooks                                    | Nova Zelândia                                | 312                                          |
| 1922                    | A. Brooks                                    | Nova Zelândia                                | 308                                          |
| 1921                    | Ted Douglas                                  | Escócia                                      | 302                                          |
| 1920                    | Joe Kirkwood Sr.                             | Nova Zelândia                                | 304                                          |
| 1919                    | Ted Douglas                                  | Escócia                                      | 327 PO                                       |
| 1915–18                 | Não houve torneio devido à I Guerra Mundial  | Não houve torneio devido à I Guerra Mundial  | Não houve torneio devido à I Guerra Mundial  |
| 1914                    | Ted Douglas                                  | Escócia                                      | 313                                          |
| 1913                    | Ted Douglas                                  | Escócia                                      | 303                                          |
| 1912                    | J.A. Clements                                | Nova Zelândia                                | 322                                          |
| 1911                    | Arthur Duncan (a)                            | Nova Zelândia                                | 319                                          |
| 1910                    | Arthur Duncan (a)                            | Nova Zelândia                                | 295                                          |
| 1909                    | J.A. Clements                                | Nova Zelândia                                | 324                                          |
| 1908                    | J.A. Clements                                | Nova Zelândia                                | 335                                          |
| 1907                    | Arthur Duncan (a)                            | Nova Zelândia                                | 159                                          |

- (a) significa amador